# Milhac-d'Auberoche
Milhac-d'Auberoche is een plaats en voormalige gemeente in het Franse departement Dordogne in de regio Nouvelle-Aquitaine en telt 440 inwoners (1999). De plaats maakt deel uit van het arrondissement Périgueux.

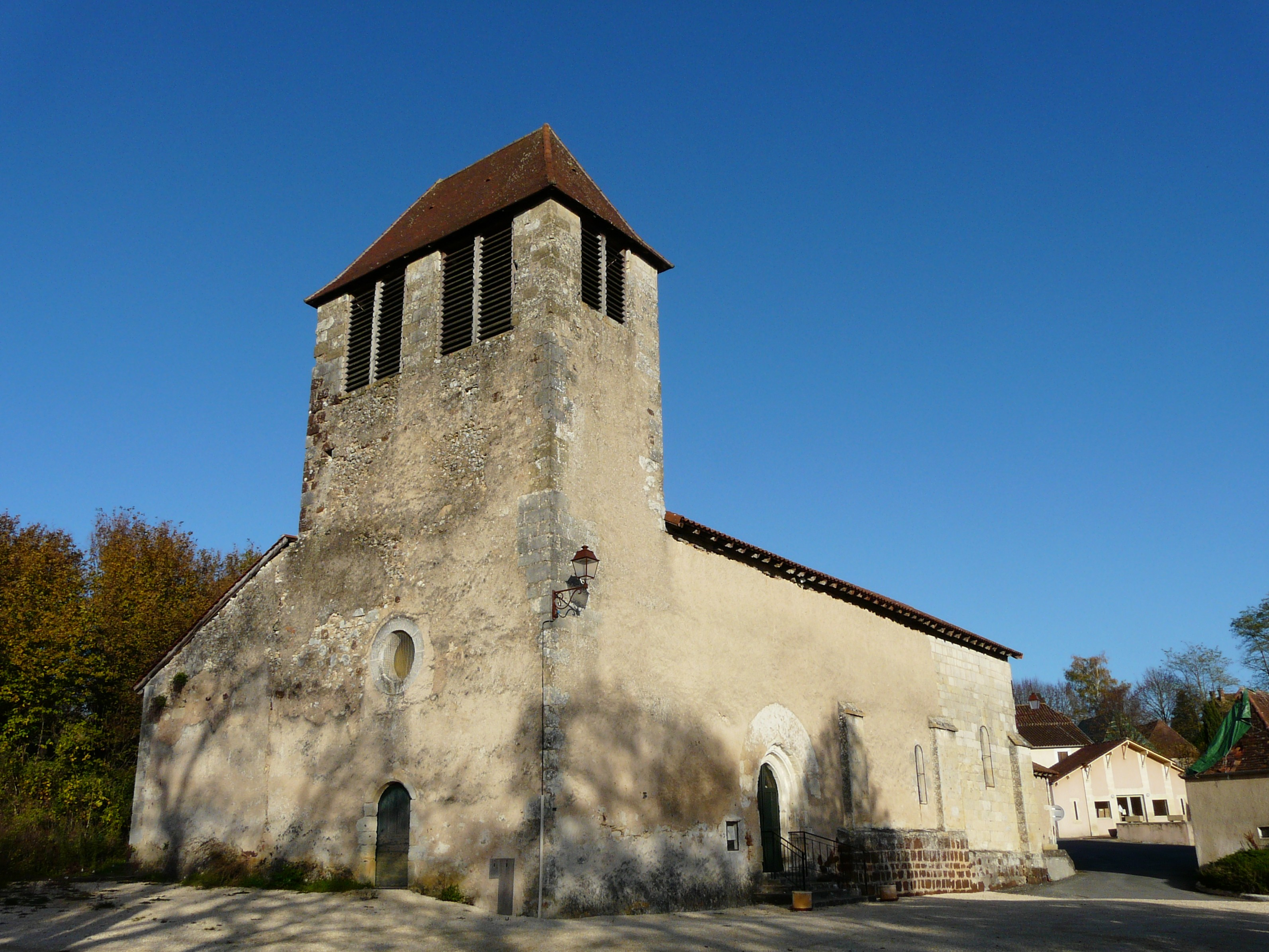
Kerk van Milhac-d'Auberoche
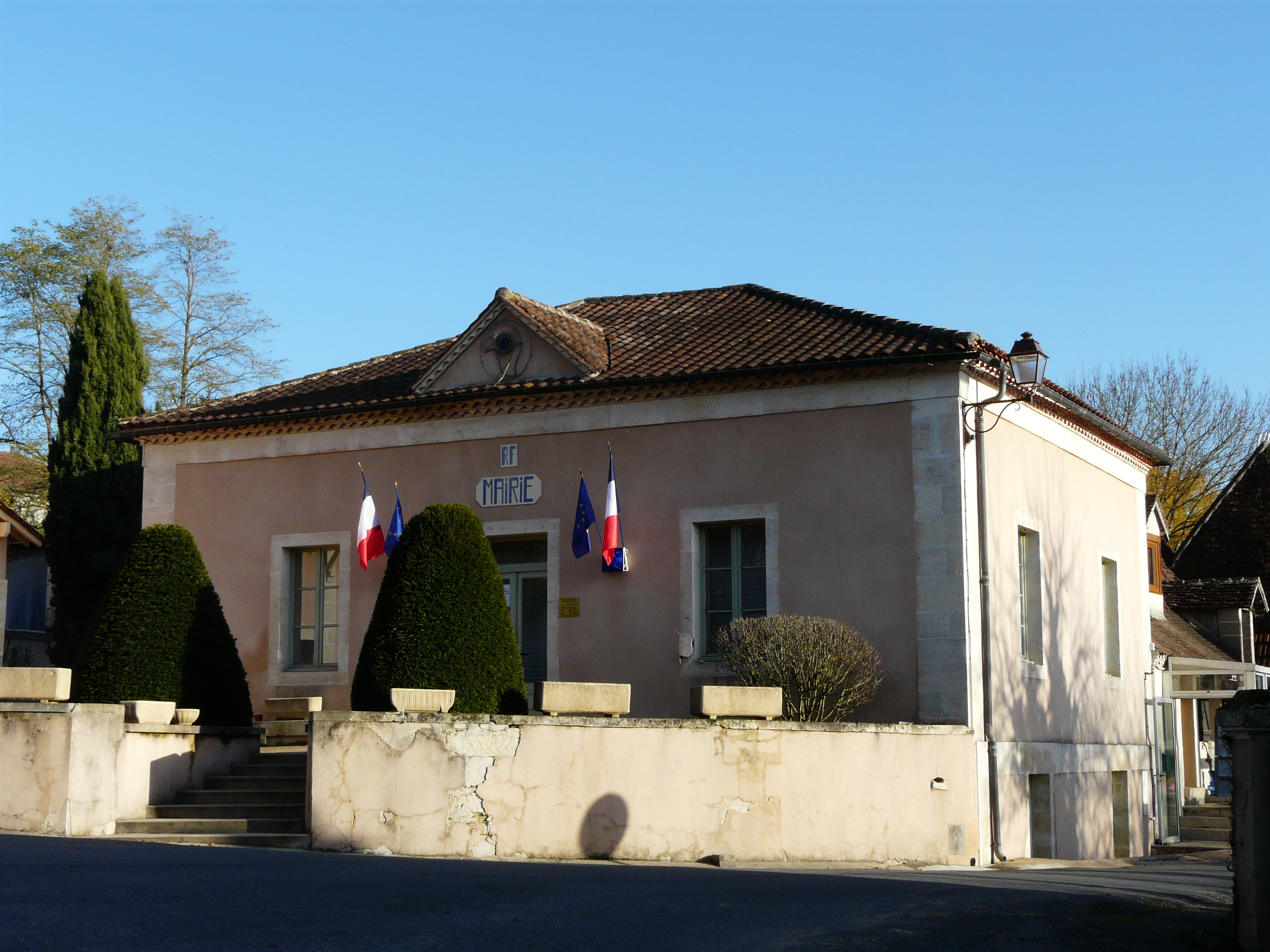
Voormalig gemeentehuis
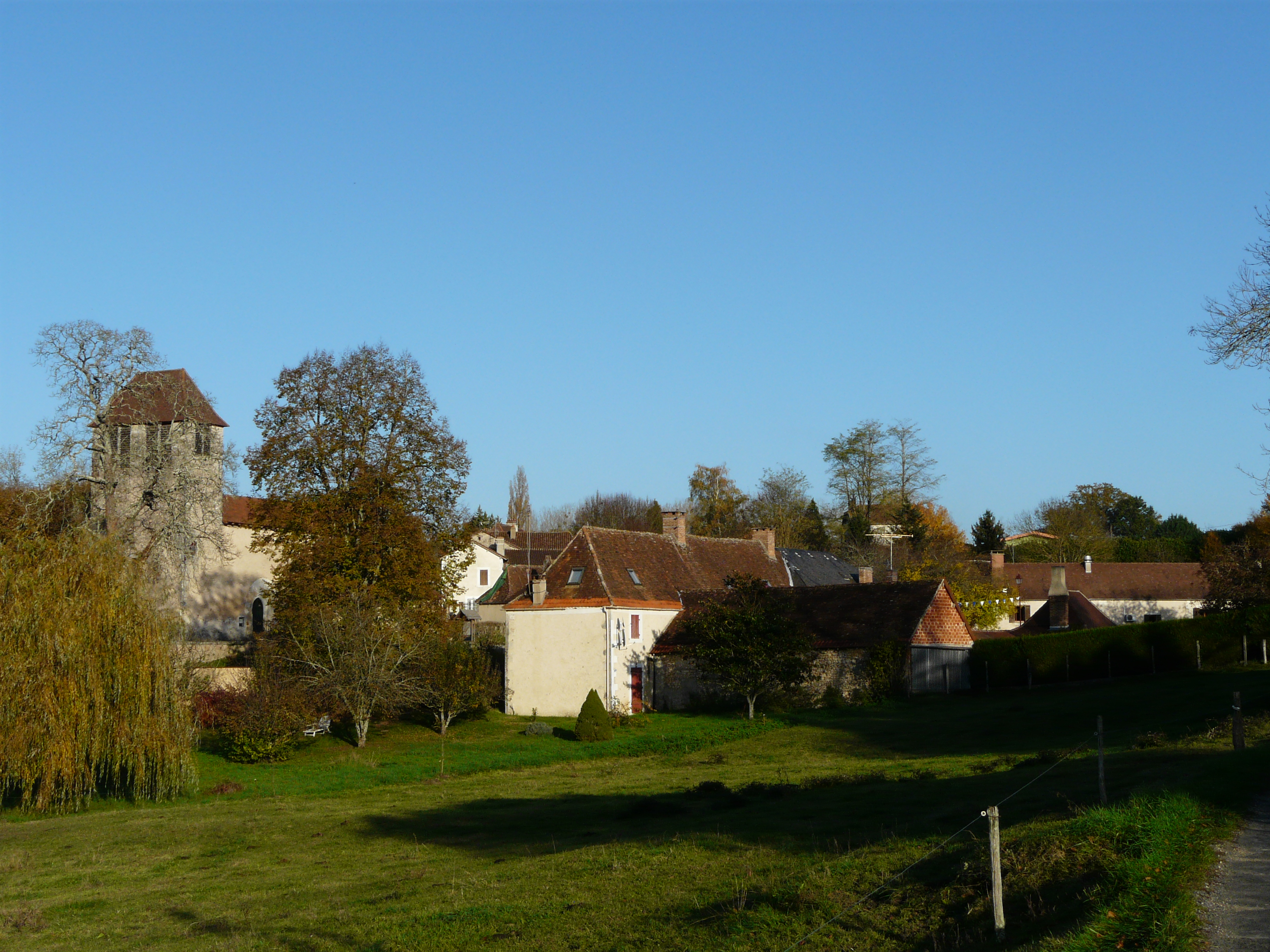
Milhac-d'Auberoche

## Geschiedenis
Bij de kantonale herindeling van 22 maart 2015 werd Milhac-d'Auberoche ingedeeld bij het op die dag gevormde kanton Haut-Périgord noir. Het kanton Savignac-les-Églises, waartoe de gemeente daarvoor behoorde, werd op die dag opgeheven. Op 1 januari 2017 fuseerde de gemeente met Bassillac, Blis-et-Born, Eyliac en Saint-Antoine-d'Auberoche tot de commune nouvelle Bassillac et Auberoche.

## Geografie
De oppervlakte van Milhac-d'Auberoche bedraagt 17,4 km², de bevolkingsdichtheid is 25,3 inwoners per km².
De onderstaande kaart toont de ligging van Milhac-d'Auberoche met de belangrijkste infrastructuur en aangrenzende gemeenten.

## Demografie
Onderstaande figuur toont het verloop van het inwonertal.
Bassillac · Blis-et-Born · Le Change · Eyliac · Milhac-d'Auberoche · Saint-Antoine-d'Auberoche